# زلزال فوكوي 1948

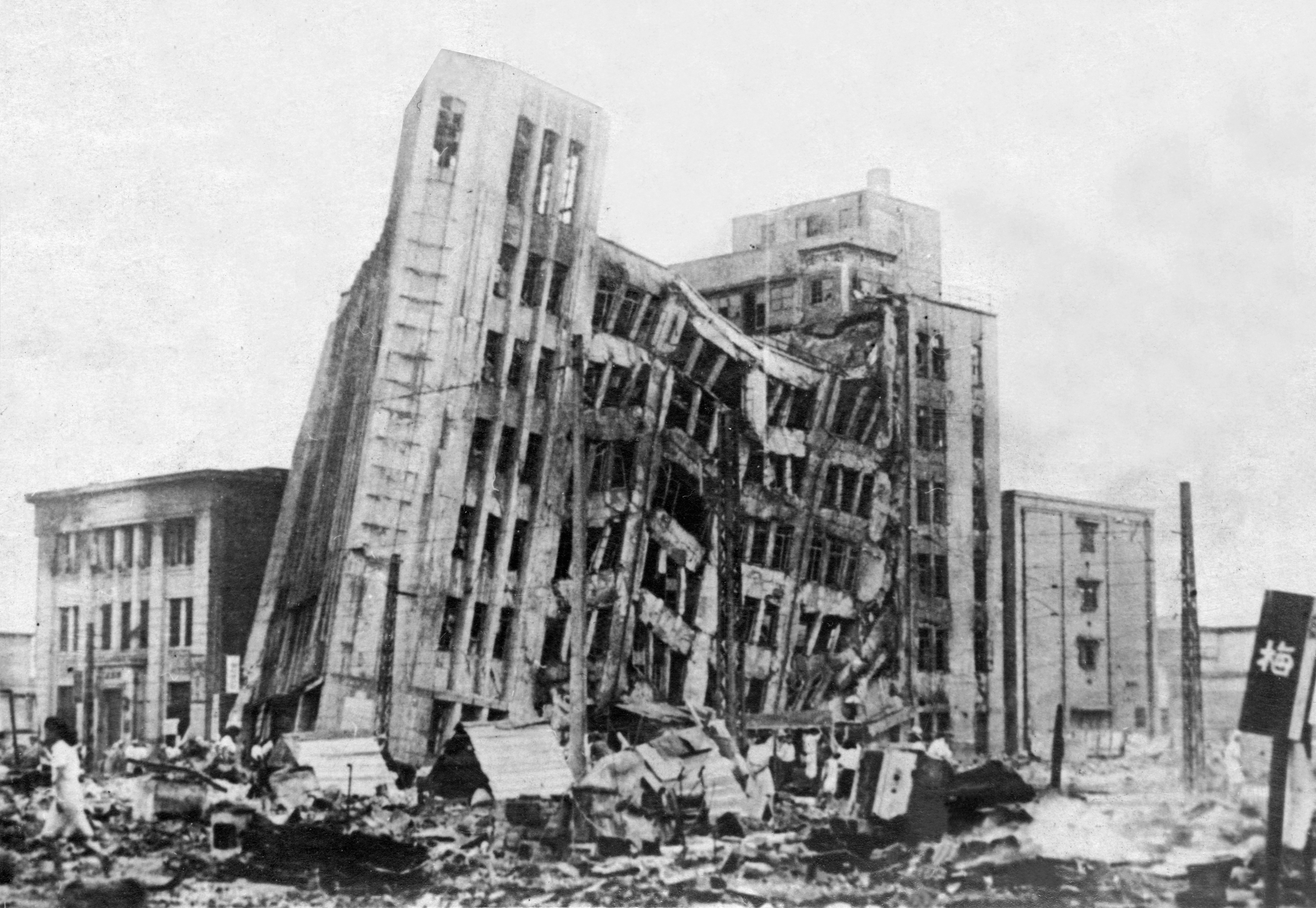
زلزال فوكوي 1948 - تضرر المبنى

زلزال فوكوي (福井地震) هو زلزال كبير وقع في فوكوي، اليابان في 28 يونيو 1948. حجم الزلزال M7.1. تسبب الزلزال في أضرار كارثية وقتل 3769 شخصًا.
1. ↑   https://earthquake.usgs.gov/earthquakes/eventpage/iscgem897413/executive. {{استشهاد ويب}}: |url= بحاجة لعنوان (مساعدة) والوسيط |title= غير موجود أو فارغ (من ويكي بيانات) (مساعدة)